# Kočkodan Allenův
Kočkodan Allenův (Allenopithecus nigroviridis) je primát rozšířený v centrální a východní části Konžské pánve. Žije v Kamerunu, Demokratické Republice Kongo, Angole a v Kongu. Tento druh kočkodana upřednostňuje galeriové lesy mokřadů a bažin. Patří k nejstarobylejší formě kočkodanů s řadou morfologických znaků připomínající ostatní kočkodany, mangabeje i makaky.

## Popis
Kočkodan Allenův má přední část těla a vnitřní stranu končetin pokrytou srstí bílé barvy. Záda, boky, hlava a ocas jsou olivové barvy, pod ocasem má chomáč červené srsti. Narůžovělý obličej a uši jsou lysé. Tmavě zbarvené licousy v průběhu stárnutí šednou. Tělo je oproti jiným kočkodanům robustnější. Genitálie má červené. Délka těla dospělého jedince se pohybuje od 45 do 60 cm. Ocas bývá až 50 cm dlouhý. Samci dorůstají hmotnosti okolo 6 kg, samice pouze 3,5 kg.

## Stravování
Tento druh z je hlediska potravy omnivorní, převážnou část potravy tvoří plody, listy, kořínky, traviny, květy, brouci i červi. V období sucha loví ryby uzavřené ve vysýchajících bahnitých tůních. Ke zpracování rostlinné potravy má uzpůsobeny poměrně široké stoličky.

## Život v tlupě
Kočkodan Allenův patří k primátům s denní aktivitou. Sociální jednotky mají v průměru kolem čtyřiceti jedinců. Při shánění potravy se rozdělují na skupinky dvou až šesti opic. Schází se k večeru na „spacích stromech“, které jsou vždy v blízkosti vody a zpravidla se vracejí na stejné místo, ze kterého se ráno rozptýlili po okolí. Vyskytují se převážně ve spodních patrech pralesů a často sestupují na zem, kde se pohybují po čtyřech končetinách. Tlupa je společenstvím mnoha samců a samic, často žijí společně s kočkodanem Wolfovým (Cercopithecus wolfi) a kočkodanem černolícím (Cercopithecus ascanius).
Každá tlupa má stanovenou svou hierarchii. Doteková komunikace hraje svou důležitou roli především z hlediska sociálního. Nejčastějším projevem této komunikace je čištění srsti od parazitů. Své teritorium si jednotlivé tlupy značkují pachovými žlázami na hrudi.
Vizuální komunikace je podobná jako u ostatních kočkodanů, od cenění zubů až po pohyby ocasy. Dále mezi sebou komunikují chrochtavými zvuky. Ve svém „jazyku“ mají výraz pro dravé ptáky, hady a šimpanze. Při přehrávání zvuku se záznamu bylo shledáno, že při zvuku označujícím dravého ptáka celá skupina přerušila svou dosavadní činnost a věnovala svou pozornost obloze. Tento akustický signál se však dle oblastí liší. Bylo zjištěno, že mláďata se na tyto zvuky postupně učí reagovat.

## Rozmnožování
Pohlavní dospělost nastává mezi třetím a pátým rokem života. Samici se v období říje zduří okolí pohlavních orgánů. Páří se s jedním i více samci. Délka březosti je 5 až 6 měsíců. Samice rodí jedno mládě s průměrnou hmotností 220 g a kojí ho dva měsíce. O mládě se stará pouze samice do jeho tří až šesti měsíců, starostlivost spočívá v zajištění potravy, ošetřování, transportu a ochraně před dravci. Opět zabřeznout může samice až po dvou létech.
Přestože nejsou kočkodani Allenovi díky svému místu výskytu příliš ohrožováni těžbou dřeva v lesích, bývají lidmi loveni pro maso. Potenciálními predátory jsou kromě člověka hadi, orli, šimpanzi a levharti.
V zajetí se chovají stále jen vzácně. Dožívají se ve volné přírodě kolem 20 let a v zajetí průměrně 23 let.

## Zvláštnosti
Výborně plave a dokonce se i potápí, mezi prsty má zřasenou kůži jako adaptaci na život ve vodním prostředí. Úkryt před dravci hledá nezřídka ve vodě. V Angličtině je nazýván Allenovou bažinnou opicí.